# وحدت‌آباد (دیر)
وحدت‌آباد، روستایی است از توابع بخش بردخون در شهرستان دیر استان بوشهر ایران.
این روستا از آغاز سال ۱۳۹۱ دارای دهیاری است.

## مشخصات

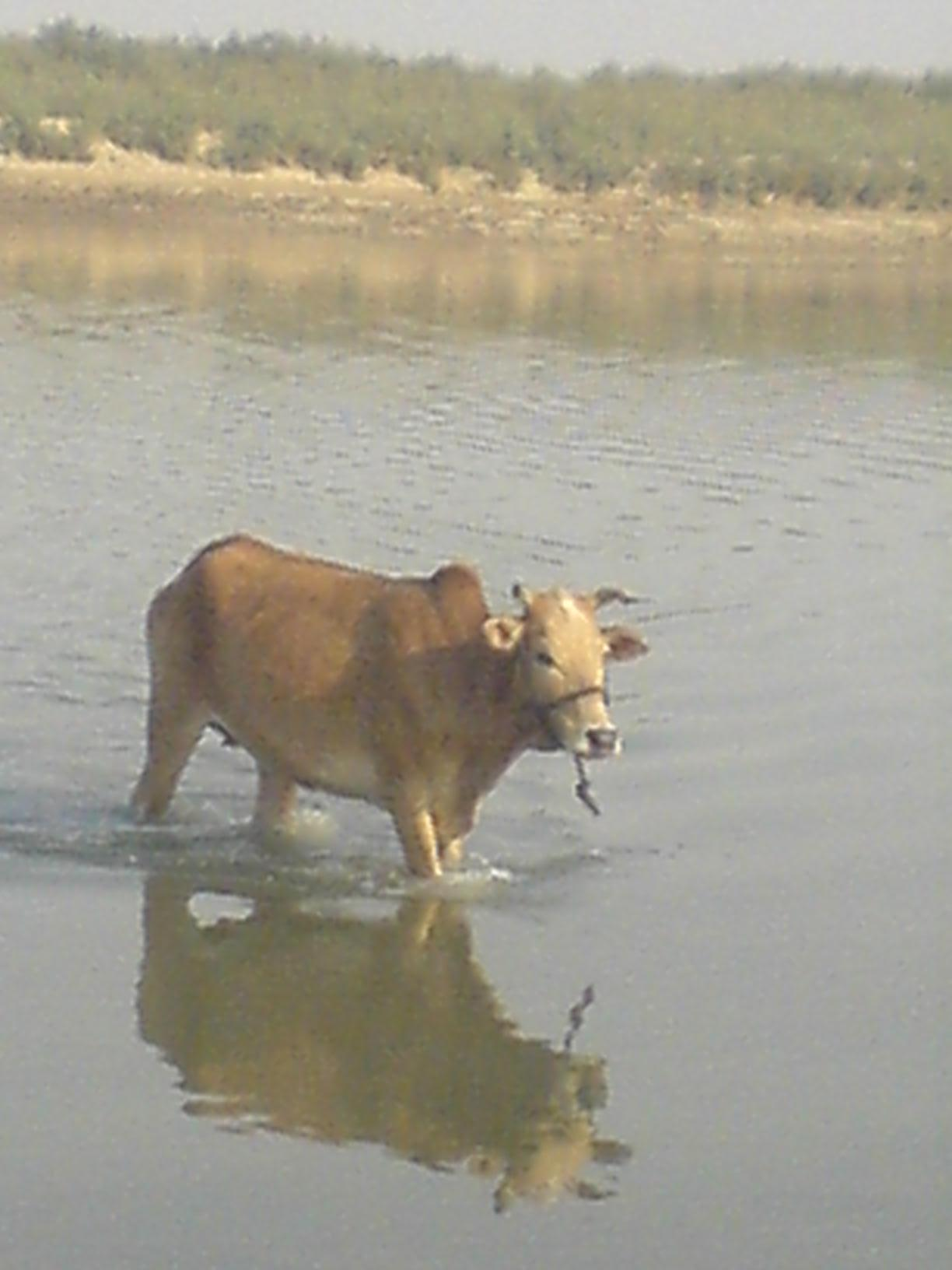
عبور احشام از رود مند همجوار وحدت آباد

### جمعیت و مردم
این روستا در دهستان آبکش قرار دارد و بر اساس سرشماری رسمی در سال ۱۳۸۵ آمار جمعیت آن ۳۶۹نفر (۷۱خانوار) و در سال ۱۳۹۵ جمعیت آن ۳۲۵نفر بوده است. که در سال‌های اخیر جمعیت آن به بیش از ۴۲۰ نفر (۹۶ خانوار) رسیده است. شغل اغلب مردم آن کشاورزی است.
شغل مردمان روستا کشاورزی گوجه فرنگی بوده و به ندرت به دامداری مشغولند. تعداد فرهنگیان روستا هم قابل توجه است.

### پیشینه
این روستا پس از مهاجرت و اسکان اهالی روستاهای آسیب دیده و مخروب‌شده از سیلاب ویرانگر سال ۱۳۶۵ رودخانه مند (شامل روستاهای: برمصاد، کلبیا حاجی‌پور، امامزاده مجدالدین، کلبیای حاج‌عبدالعلی حاج احمد، مرده‌شوری، مل‌دراز و سرکمر) طی مصوبات دولت در همان سال در نزدیکی شمال شرقی روستای آبکش تشکیل شد.
این روستا که بعد از سیل ۱۳۶۵ بنا شده (توسط دولت) در اثر آن سیل ویرانگر که در آن سال اتفاق افتاد و روستاهایی از جمله مرداب شیرین، برمصاد، کلبیا و مل دراز بر اثر آن سیب تخریب گردیده‌اند بنا بر تصمیمات گرفته شده و خویشاوندی که بین این سه روستا بوده اسکان آن‌ها در روستای تازه تأسیس در آن سال‌ها که بنام وحدت آباد نامگذاری شد صورت گرفت.

### موقعیت
روستای وحدت آباد از توابع بخش بردخون در شهرستان دیر، در موقعیت شمالی بخش واقع است. موقعیت نسبی آن در ارتباط با جهات جغرافیایی از شمال به رودخانه مند و از مشرق به روستای کناری و از سمت غرب به روستای آبکش و از طرف جنوب به تپه‌های ماسه منتهی می‌شود.
این روستا در دامن تلی از ماسه‌های روان قرار گرفته که با مالچ پاشی اکنون به ثبات نسبی رسیده و وجود درختان کنار و انواع درختجه‌های وحشی دیگر مانع از گسترش بیش از پیش این تل‌ها شده‌اند.
جاده آسفالته بین روستایی (بخش بردخون) از جوار آن می‌گذرد و مسیر طولی حاشیه روستا نیز آسفالته می‌باشد.
وحدت آباد با آب و هوای گرم و خشک که در کنار رود طویل مند قرار گرفته است.

### گردشگری
با عنایت به وجود پارک جنگلی درختان کُنار (سدر) با قدمتی بیش از ۱۵۰ سال و بصورت خودرو تحت عنوان کُنارهای بال بالو در شرق روستا و همجوار بودن این مکان تفریحی با امامزاده پیرمراد همه ساله پذیرای زوار و مسافران زیادی خصوصاً در فصول زمستان و بهار می‌باشد.

فاصله ۱۰ دقیقه ای این روستا تا گنبد نمکی جاشک که بزرگ‌ترین کوه نمکی خاورمیانه است (ارتفاع۴۰۰ پا)، و همچنین وجود اقامت گاه بومگردی در این روستا، موجب انتخاب این روستا به عنوان یک مقصد گردشگری مطلوب شده است.

همچنین بعلت فاصله تنها چند صدمتری رودخانه مند حواشی رودخانه منظره بسیار زیبا و مفرحی برای گردشگریست. فزای بر آن فاصله ۲۵ دقیقه ای این روستا تا دریای خور خان بردخون و جزیره نخیلو، فاصله ۲۰ دقیقه ای تا کَلوت‌های کبگان، گندمزارهای سرسبز در فصل بهار و مزارع چند صد هکتاری گوجه فرنگی به گردشگری کشاورزی این روستا کمک شایانی نموده است.

در بالادست روستا مناظر تپه ماسه‌های کویری و کوه جاشک و کوه درنگ نیز چشم نواز است و از آنجا مسیری تا زیارتگاه و گردشگاه کوهستانی امیر دیوان وجود دارد.

### اماکن
مسجد مدینه - مسجد امیرالمؤمنین - حسینیه قمر بنی هاشم-حسینیه امام خمینی - هیئت ابالفضل العباس-حسینیه مصطفی خمینی

### مشاهیر
- مرحوم حجت الاسلام والمسلیمن حاج شیخ حسین کبگانی در مهرماه سال ۱۳۰۳ در خانواده‌ای روحانی و مذهبی در روستای مرداب‌شیرین از توابع بخش کاکی شهرستان دشتی به دنیا آمد، وی با توجه به علاقه خاصی که به دروس حوزوی داشت عازم نجف شد و در مدرسه بادکوبه نزد اساتید فرهیخته‌ای چون حجت الاسلام والمسلمین شیخ علی بریری و آیت الله العظمی شیخ صدرا بادکوبه‌ای و نزد حجت الاسلام والمسلمین سید ابراهیم مهری و آیت الله شیخ مجتبی لنکرانی به تحصیل علوم فقه پرداخت. وی به تبلیغ معارف دین و گفتن مسائل شرعی در منطقه و روستا مشغول بود و در تاریخ ۲۹ تیر ۱۳۸۶ درگذشت.
- شیخ عباس خشنود در سال ۱۳۲۶ در روستای مرداب‌شیرین شهرستان دشتی به دنیا آمد و در محضر پدرش شیخ محمدجواد به آموختن قرآن و علوم مکتبی پرداخت. وی در دوران نوجوانی پدر خود را از دست داد و بعد از مرگ پدر به حوزه علمیه بوشهر رفت و قریب به ۵ سال در آنجا به آموختن علوم حوزوی پرداخت و در همان‌جا به زندگی خود ادامه داد؛ و اکنون نیز در ستاد اقامه نماز استان بوشهر مشغول به کار می‌باشد.